# Retten (EU)
Retten (formelt Den Europæiske Unions Ret) er en uafhængig og selvstændig domstol tilknyttet EF-domstolen, som afgør sager anlagt af borgere eller virksomheder. Det drejer sig særligt om konkurrencesager, sager vedrørende statsstøtte og varemærker. Ligesom EU-Domstolen skal Retten sørge for, at lov og ret overholdes af såvel EU's institutioner som medlemsstaterne. 
Retten blev oprettet i 1989 for at aflaste EF-Domstolen (nu EU-Domstolen). Den kan behandle alle søgsmål, bortset fra sager, der henlægges til en særlig retsinstans, eller som ifølge EU-traktaten er forbeholdt EU-Domstolen. Rettens afgørelser kan indbringes for EU-Domstolen. 
Til Retten er der knyttet 46 dommere  (2017) – to fra hver medlemsstat – som sidder for en periode på 6 år.  Dommerne vælger en præsident af deres midte for 3 år. Retten sættes med 3 eller 5 dommere. I særlige tilfælde i Store Afdeling. 
Den danske jurist Bo Vesterdorf var dommer ved Retten i 18 år fra 1. september 1989 og blev valgt til retspræsident 3 gange, første gang i marts 1998.